# Horné Štitáre
Horné Štitáre (Hongaars: Felsőcsitár) is een Slowaakse gemeente in de regio Nitra, en maakt deel uit van het district Topoľčany.
Horné Štitáre telt 481 inwoners.